# Меренищев, Николай Владимирович
Николай Владимирович Меренищев (6 декабря 1919, Людиново, Калужская губерния — 16 мая 2010, Санкт-Петербург) — советский партийный и государственный деятель.

## Биография
Член КПСС с 1945 года. Окончил Ленинградский политехнический институт им. М. И. Калинина (1944). В 1944—1945 годах и 1948—1951 годах аспирант.
Комсомольский деятель: в 1945 году: инструктор, в 1945—1947 гг. — первый секретарь Ленинского райкома ВЛКСМ города Ленинграда, 1947—1948 гг. — зав. отделом студенческой молодёжи Ленинградского горкома ВЛКСМ.
- В 1951—1956 гг. — сотрудник проектного института «Гипрометиз» (Гос. проектный институт металлических изделий)
- В 1956—1958 гг. — секретарь Петроградского райкома КПСС города Ленинграда.
- В 1958—1961 гг. — второй секретарь Петроградского райкома КПСС города Ленинграда.
- В 1961—1962 гг. — первый Петроградского райкома КПСС города Ленинграда.
- В 1962—1966 гг. — заведующий отделом партийных органов, заведующий отделом организационно-партийной работы Ленинградского обкома КПСС (в 1963—1964 гг. — Ленинградский промышленный обком КПСС).
- В 1966—1972 — секретарь Ленинградского горкома КПСС.
- В 1972—1973 гг. — второй секретарь Ленинградского горкома КПСС.
- С 19 декабря 1973 года по 1983 года — второй секретарь ЦК КП Молдавии, член ЦК КП Молдавской ССР и Бюро ЦК КП Молдавской ССР.
- В 1983—1988 гг. — член Комитета партийного контроля.
- Делегат XXII, XXV и XXVI съездов КПСС. Кандидат в члены ЦК КПСС (1976—1986).
- Депутат Верховного Совета СССР (1974—1985), депутат Верховного Совета РСФСР (1973—1975) и депутат Верховного Совета Молдавской ССР (1974—1985).
- С 1988 года — персональный пенсионер союзного значения, г. Москва.
- В июле 1996 года вернулся в г. Санкт-Петербург.

## Деятельность в государственных органах
- Депутат Совета Национальностей Верховного Совета СССР 9-11 созывов (1974—1989) от Молдавской ССР[1].
- Депутат Верховного Совета Молдавской ССР 9-го созыва

## Награды
- орден Ленина (05.12.1979)
- орден Октябрьской Революции
- 2 ордена Трудового Красного Знамени
- медали